# Rubicon
Rubicon (рус. «Рубикон») — шестой студийный альбом норвежской симфо-готик-метал-группы Tristania, вышедший в 2010 году.
Rubicon записывался в начале 2010 года в студиях Осло и Ставангера, в Норвегии. Это первый альбом группы, в записи которого приняли участие вокалистка Марианджела Демуртас, вокалист Кьетиль Нордхус, гитарист Юри Смёрдаль Лоснегор, басист Уле Вистнес, барабанщик Тарал Лье младший.
Клип на песню «Year of the Rat» с альбома был выпущен 12 августа 2010.

## Список композиций
| №   | Название          | Текст песни         | Музыка                            | Длительность |
| --- | ----------------- | ------------------- | --------------------------------- | ------------ |
| 1.  | «Year of the Rat» | Бергёй              | Хидле, Вистнес, Демуртас          | 4:35         |
| 2.  | «Protection»      | Бергёй              | Хидле, Вистнес, Демуртас          | 4:15         |
| 3.  | «Patriot Games»   | Бергёй              | Хидле, Вистнес                    | 3:27         |
| 4.  | «The Passing»     | Лье, Селе, Демуртас | Хидле, Вистнес, Демуртас          | 4:48         |
| 5.  | «Exile»           | Бергёй              | Хидле, Вистнес, Демуртас          | 4:26         |
| 6.  | «Sirens»          | Бергёй              | Хидле, Вистнес, Демуртас          | 4:27         |
| 7.  | «Vulture»         | Хидле, Лье          | Вистнес, Sorychta, Вегге, Нордхус | 3:43         |
| 8.  | «Amnesia»         | Вистнес, Лье        | Хидле, Вистнес                    | 4:54         |
| 9.  | «Magical Fix»     | Лье                 | Вистнес, Хидле, Лье, Sorychta     | 4:20         |
| 10. | «Illumination»    | Бергёй              | Моэн                              | 8:13         |

| №   | Название            | Длительность |
| --- | ------------------- | ------------ |
| 11. | «The Emerald Piper» | 3:09         |
| 12. | «Caprice»           | 3:38         |

## История релизов
| Страна           | Дата            |
| ---------------- | --------------- |
| Испания          | 25 августа 2010 |
| Австрия          | 27 августа 2010 |
| Бенилюкс         | 27 августа 2010 |
| Германия         | 27 августа 2010 |
| Италия           | 27 августа 2010 |
| Швейцария        | 27 августа 2010 |
| Швеция           | 27 августа 2010 |
| Остальная Европа | 30 августа 2010 |
| Канада           | 31 августа 2010 |
| США              | 31 августа 2010 |

## Участники записи
- Марианджела Демуртас — женский вокал
- Кьетиль Нордхус — чистый мужской вокал
- Аннеш Хёйвик Хидле — гитара, харш-вокал
- Юри Смёрдаль Лоснегор — гитара
- Уле Вистнес — бас-гитара, бэк-вокал
- Эйнар Моэн — клавишные
- Тарал Лье мл. — ударные

### Приглашённые музыканты
- Эстен Бергёй — чистый вокал
- Пит Йохансен — скрипка
- Зигмунд Ольгарт Вегге — харш-вокал в «Vulture»